# Genocídio zungar
O Genocídio Zungar (chinês tradicional: 準噶爾滅族, lit. ‘extermínio da tribo zungar’) foi o extermínio em massa do povo mongol zungar pela Dinastia Qing. O imperador Qianlong ordenou o genocídio após a rebelião em 1755 do líder zungar Amursana contra o governo Qing, depois que a dinastia conquistou pela primeira vez o Canato Zungar com o apoio de Amursana. O genocídio foi perpetrado por generais manchus do Exército Qing, apoiados por moradores de oásis turcos (hoje conhecidos como uigures) que se rebelaram contra o domínio zungar.
O Canato Zungar foi uma confederação de várias tribos budistas tibetanas oirates mongóis que surgiram no início do século XVII e o último grande império nômade da Ásia. Alguns estudiosos estimam que cerca de 80% da população zungar, ou cerca de 500.000 a 800.000 pessoas, foram mortas por uma combinação de guerra e doenças durante ou após a conquista Qing em 1755-1757.   Depois de exterminar a população nativa de Zungária, o governo Qing reassentou os povos Han, Hui, Uigur e sibe em fazendas estatais na Zungária, junto com os Oito Estandartes Manchus para repovoar a área.

## Conquista Qing dos zungares

### Contexto

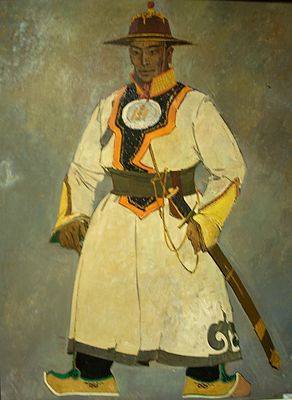
Líder zungar Amursana

A dinastia Qing entrou em guerra contra os zungares nas Guerras Zungares-Qing. Os zungares viviam na área que se estendia do extremo oeste da Grande Muralha da China até o atual leste do Cazaquistão e do atual norte do Quirguistão até o sul da Sibéria (a maior parte da qual está localizada na atual Sinquião). Foram o último império nômade a ameaçar a China, o que fizeram desde o início do século XVII até meados do século XVIII.
Durante este tempo, os zungares foram os pioneiros na manifestação local da "Revolução Militar" na Eurásia Central, após aperfeiçoarem um processo de fabricação de armas de pólvora criadas localmente. Criaram também uma economia agropastoril mista, bem como indústrias mineiras e transformadoras complementares nas suas terras. Além disso, os zungares conseguiram promulgar um sistema de leis e políticas em todo o império para impulsionar o uso da língua Oirate na região.
Após uma série de conflitos militares inconclusivos que começaram na década de 1680, os zungars foram subjugados pela dinastia Qing liderada pelos Manchus (1644-1911) no final da década de 1750. Clarke argumentou que a campanha Qing em 1757-58 "equivaleu à destruição completa não apenas do estado Zunghar, mas dos Zunghars como povo".  Depois que o imperador Qianlong liderou as forças Qing à vitória sobre os zungares em 1755, ele originalmente planejou dividir o Canato Zungar em quatro tribos lideradas por quatro Khans, a tribo coite teria o líder zungar Amursana como seu Khan.
Amursana rejeitou o acordo Qing e rebelou-se porque queria ser líder de uma nação zungar unida. O enfurecido Imperador Qianlong emitiu então ordens para a erradicação de toda a nação e nome zungar. Bandeiras mongóis e manchus receberiam mulheres e crianças zungares como escravas. Os zungares restantes seriam mortos.
O Príncipe Khalkha da Mongólia Exterior Chingünjav conspirou com Amursana para se revoltar contra os Qing em 1755. Chingünjav então iniciou sua própria rebelião na Mongólia Exterior contra os Qing em 1756, mas foi esmagada pelos Qing em 1757. Chingünjav e toda a sua família foram executados pelos Qing depois que a rebelião foi reprimida. Os Oito Estandartes Manchus foram então ordenadas pelo Imperador Qing Qianlong para conquistar os zungares.

### Políticas de extermínio

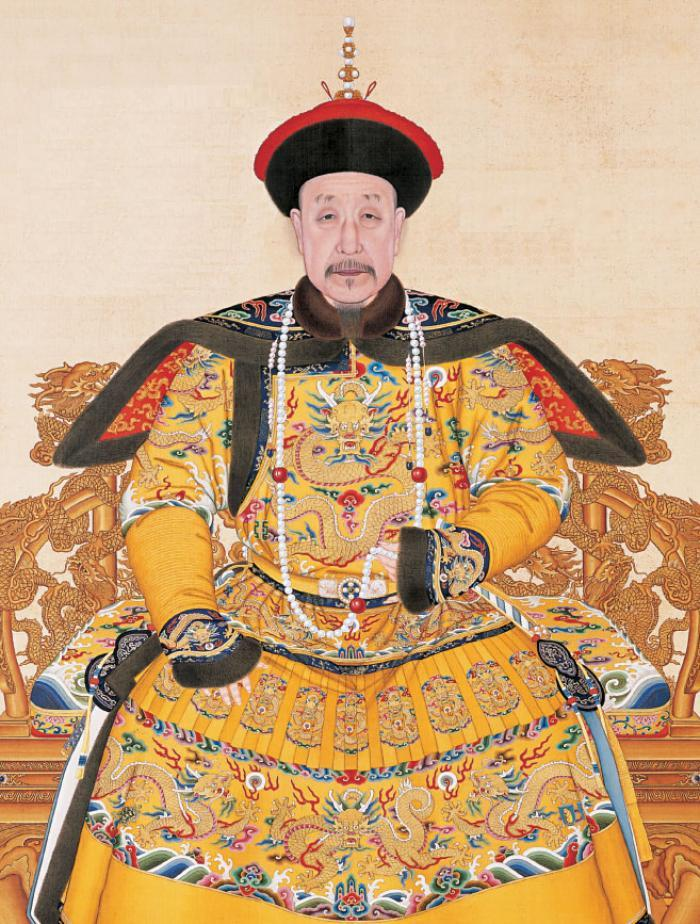
O Imperador Qianlong

O Imperador Qianlong emitiu as seguintes ordens, traduzidas por Peter C. Perdue: 
"Não mostrem qualquer piedade para com estes rebeldes. Apenas os velhos e fracos devem ser salvos. As nossas campanhas militares anteriores foram demasiado brandas. Se agirmos como antes, as nossas tropas retirar-se-ão e mais problemas ocorrerão.

Se um rebelde for capturado e seus seguidores desejarem se render, ele deverá comparecer pessoalmente à guarnição, prostrar-se diante do comandante e solicitar a rendição. Se ele apenas manda alguém solicitar submissão, é sem dúvida um truque. Diga a Tsengünjav para massacrar esses astutos zungares. Não acredite no que eles dizem."
As mortes no genocídio zungar são estimadas entre 70 e 80 por cento dos 600.000 ou mais zungares, que foram destruídos por doenças e guerras entre 1755 e 1758,  que Michael Clarke descreve como "a destruição completa não apenas de do Estado zungar, mas dos zungares como povo."    De acordo com o estudioso Qing Wei Yuan (1794-1857), a população zungar antes da conquista Qing era de cerca de 600.000 em 200.000 famílias. 
Wei Yuan escreveu que cerca de 40 por cento das famílias zungares foram mortas pela varíola, 20 por cento fugiram para a Rússia ou tribos cazaques e 30 por cento foram mortos por vassalos manchus. Durante vários milhares de anos, não houve iuras, exceto aqueles que se renderam.  Segundo relatos russos, todos os homens, mulheres e crianças dos zungares foram massacrados pelas tropas manchus.  A população da Zungária não se recuperou durante várias gerações. 
A destruição dos zungares foi atribuída a uma política explícita de extermínio, descrita como "genocídio étnico", por parte do Imperador Qianlong, que durou dois anos.  Ele ordenou o massacre da maioria da população zungar e a escravização ou banimento do restante, resultando na destruição dos zungares. A Enciclopédia de Genocídio e Crimes Contra a Humanidade classifica as ações do Imperador Qianlong contra os zungares como genocídio sob a definição dada pela Convenção das Nações Unidas para a Prevenção e Punição do Crime de Genocídio. 
O Imperador não viu nenhum conflito entre a sua ordem de extermínio e a defesa dos princípios pacíficos do confucionismo. Ele apoiou a sua posição retratando os zungares como bárbaros e subumanos. O imperador Qianlong proclamou que "varrer os bárbaros é a forma de trazer estabilidade ao interior", que os zungares "deram as costas à civilização" e "o Céu apoiou o imperador" na sua destruição. 
Seus comandantes estavam relutantes em cumprir suas ordens, que ele repetiu diversas vezes usando o termo jiao (extermínio) repetidas vezes. Os comandantes Hadaha e Agui foram punidos por ocuparem apenas as terras zungares, mas por deixarem o povo escapar. Os generais Jaohui e Shuhede foram punidos por não demonstrarem zelo suficiente no extermínio dos rebeldes. Outros, como Tangkelu, foram recompensados pela sua participação no massacre.   Qianlong ordenou explicitamente aos mongóis Khalkha que "pegassem os jovens e fortes e os massacrassem". Os idosos, as crianças e as mulheres foram poupados, mas não puderam preservar os seus antigos nomes ou títulos. 
Os legalistas calcas receberam mulheres zungares Khoit como escravas de Chebudengzhabu, e foram emitidas ordens para privar os famintos zungars de comida. Os vassalos manchus e os mongóis leais receberam mulheres, crianças e velhos zungares como servos, e sua identidade zungar foi eliminada.   Mark Levene, um historiador cujos interesses de pesquisa recentes se concentram no genocídio, afirma que o extermínio dos zungares foi "indiscutivelmente o genocídio do século XVIII por excelência". 

### Aliança de Khoja Emin com Qing
Os zungares haviam conquistado e subjugado os uigures durante a conquista zungar de Altixar, após serem convidados pelos Afaqui Coja para invadir. Pesados impostos foram impostos aos uigures pelos zungares, com mulheres e bebidas fornecidas pelos uigures aos cobradores de impostos. Mulheres uigures foram supostamente estupradas coletivamente pelos cobradores de impostos quando o valor do imposto não era satisfatório.
Rebeldes uigures antizungar dos oásis de Turfã e Hami submeteram-se ao governo Qing como vassalos e solicitaram ajuda Qing para derrubar o governo zungar. Líderes uigures como Emim Coja receberam títulos dentro da nobreza Qing, e esses uigures ajudaram a abastecer as forças militares Qing durante a campanha antizungar.   Os Qing empregaram Khoja Emin em sua campanha contra os zungares e o usaram como intermediário com os muçulmanos da Bacia do Tarim, para informá-los de que os Qing apenas procuravam matar Oirates (zungares) e que deixariam os muçulmanos em paz. Para convencê-los a matar os próprios zungares e ficar do lado dos Qing, os Qing notaram o ressentimento dos muçulmanos em relação aos seus ex-governantes zungares nas mãos de Tsewang Araptan. 
Os Oirates foram dados como escravos aos muçulmanos turcos Turfani de Emin Khoja pelos Qing durante a conquista Qing dos zungares.

## Mudanças demográficas
O genocídio Qing contra os zungares despovoou o norte de Sinquião. Os Qing patrocinaram o assentamento de milhões de chineses da etnia Han, Hui, pessoas do oásis da Ásia Central (uigures) e dos Oito Estandartes Manchus na Zungária.  O professor Stanley W. Toops observou que a situação demográfica atual é semelhante à do início do período Qing em Sinquião. No norte de Sinquião, os Qing trouxeram colonos Han, Hui, Uigures, Xibe e Cazaques depois de exterminarem os mongóis zungares oirates na região. Como resultado destas mudanças demográficas, Sinquião durante o período Qing era composta por 62% de uigures concentrados no sul, 30% de Han e Hui no norte e 8% de várias outras minorias.
Sinquião, como uma identidade geográfica unificada e definida, foi criada e desenvolvida pelos Qing. O despovoamento do norte de Sinquião levou à colonização Qing de Manchu, Sibo (Xibe), Daurs, Solons, Chineses Han, Muçulmanos Hui e Taranchis Muçulmanos no norte, com os migrantes Chineses Han e Hui constituindo o maior número de colonos. Na Zungária, os Qing estabeleceram novas cidades como Ürümqi e Yining. Depois que Qing derrotou Jaanguir Coja na década de 1820, 12.000 famílias uigures Taranchi foram deportadas pela China da Bacia do Tarim à Zungária para colonizar e repovoar a área. A bacia zungária, que costumava ser habitada por zungares, é atualmente habitada por Cazaques.
Uma vez que o esmagamento dos oolodes (zungares) budistas pelos Qing levou à promoção do Islã e ao empoderamento dos Begs muçulmanos no sul de Sinquião, e à migração dos Taranchis muçulmanos para o norte de Sinquião, foi proposto por Henry Schwarz que "a vitória Qing foi, num certo sentido, uma vitória para o Islão". Foi o governo Qing que levou à predominância do Islã na região, que aumentou após a derrota dos zungares budistas. Os Qing toleraram ou mesmo promoveram a cultura e a identidade muçulmanas. Os Qing deram o nome de Sinquião a Zungária depois de conquistá-la, com 1 milhão de mu (17.000 acres) sendo transformados de pastagens de estepe em terras agrícolas de 1760 a 1820 pelas novas colônias de agricultores chineses Han.
Embora alguns tenham tentado representar as ações Qing, como a criação de assentamentos e fazendas estatais, como uma conspiração anti-Uigure para substituí-los em suas terras, à luz da situação contemporânea em Sinquião com a migração Han, o professor James A. Millward aponta que o As colônias agrícolas Qing não tinham nada a ver com os uigures e suas terras. Na verdade, os Qing proibiram o assentamento de chineses han na área de oásis habitados pelos uigures da Bacia do Tarim e, de fato, instruíram os colonos han a se estabelecerem na Zungária não-uigure e na nova cidade de Ürümqi. Das fazendas estatais colonizadas por 155.000 chineses han de 1760 a 1830, todas estavam em Zungária e Ürümqi, onde vivia apenas uma quantidade insignificante de uigures.

## Visão Qing da campanha zungar

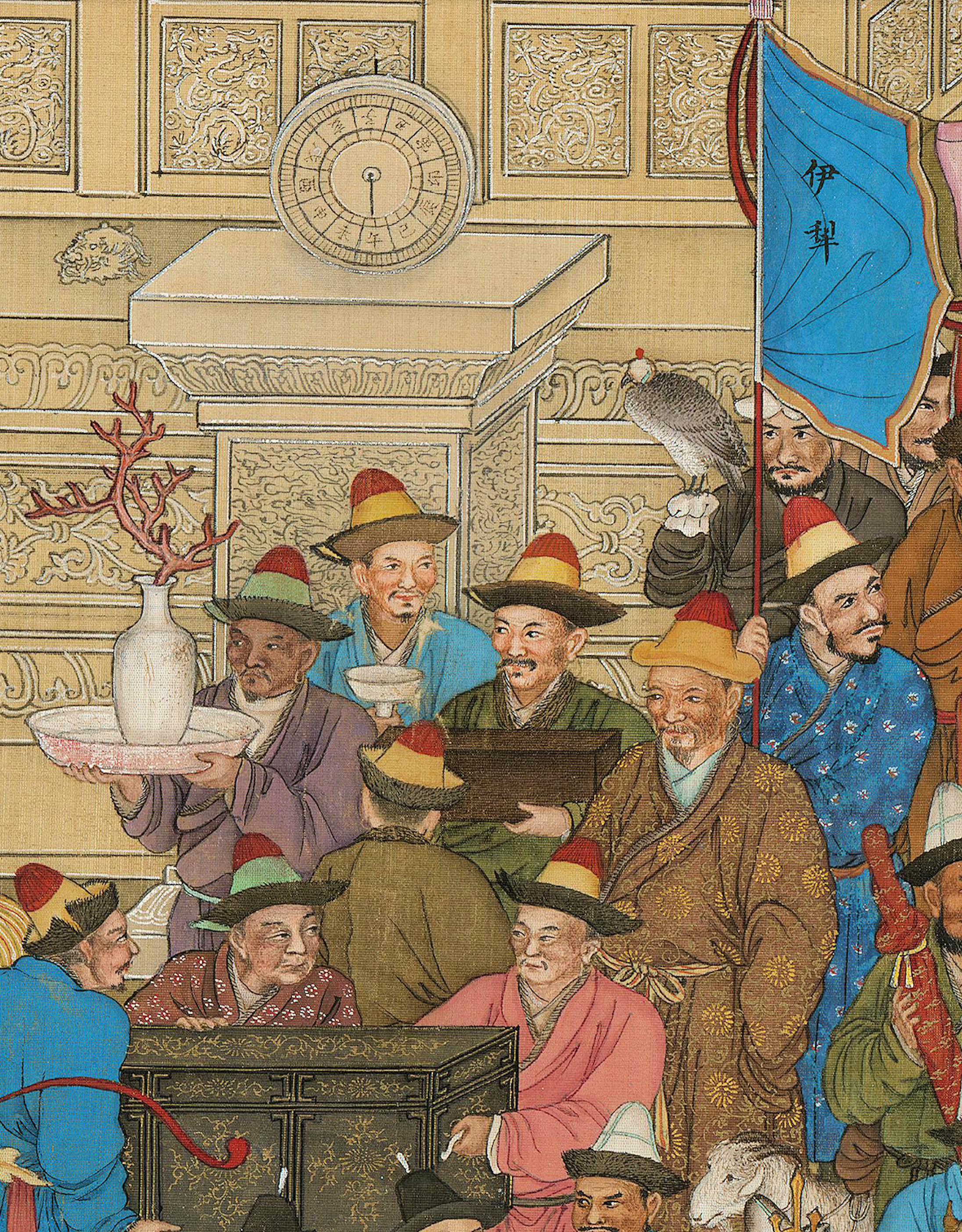
Delegados Ili (bandeira com "伊犁", Ili) em Pequim em 1761.万国来朝图

O imperador Qianlong comemorou a conquista Qing dos zungares como tendo adicionado um novo território em Sinquião à "China", definindo a China como um estado multiétnico e rejeitando a ideia de que a China significava apenas áreas Han na "China propriamente dita". De acordo com os Qing, tanto os povos Han quanto os não-Han faziam parte da "China", que incluía o novo território de "Sinquião" que os Qing conquistaram dos zungares.  Depois que os Qing conquistaram a Zungária em 1759, eles proclamaram que a terra que anteriormente pertencia aos zungares foi agora absorvida pela "China" (Dulimbai Gurun) em um memorial em língua manchu.
Os Qing expuseram sua ideologia de que estavam reunindo os chineses não-Han "externos" (como os Mongóis Interiores, Mongóis Orientais, Mongóis Oirates e Tibetanos) junto com os Chineses Han "internos" em "uma família" unida no Estado Qing, mostrando que os diversos súditos Qing faziam parte de uma família. Os Qing usaram a frase "Zhong Wai Yi Jia" 中外一家 ou "Nei Wai Yi Jia" 內外一家 ("interior e exterior como uma família"), para transmitir esta ideia de unificação.
O povo de Sinquião não podia ser chamado de estrangeiro (Yi, 夷) sob o governo Qing. No relato oficial em língua manchu do Manchu Tulisen sobre seu encontro com o líder Torghut Ayuka Khan, foi escrito que, embora os Torghuts fossem diferentes dos russos, o "povo do Reino Central" (dulimba-i gurun 中國, Zhongguo) eram como os mongóis Torghut, com o "povo do Reino Central" referindo-se aos Manchus.

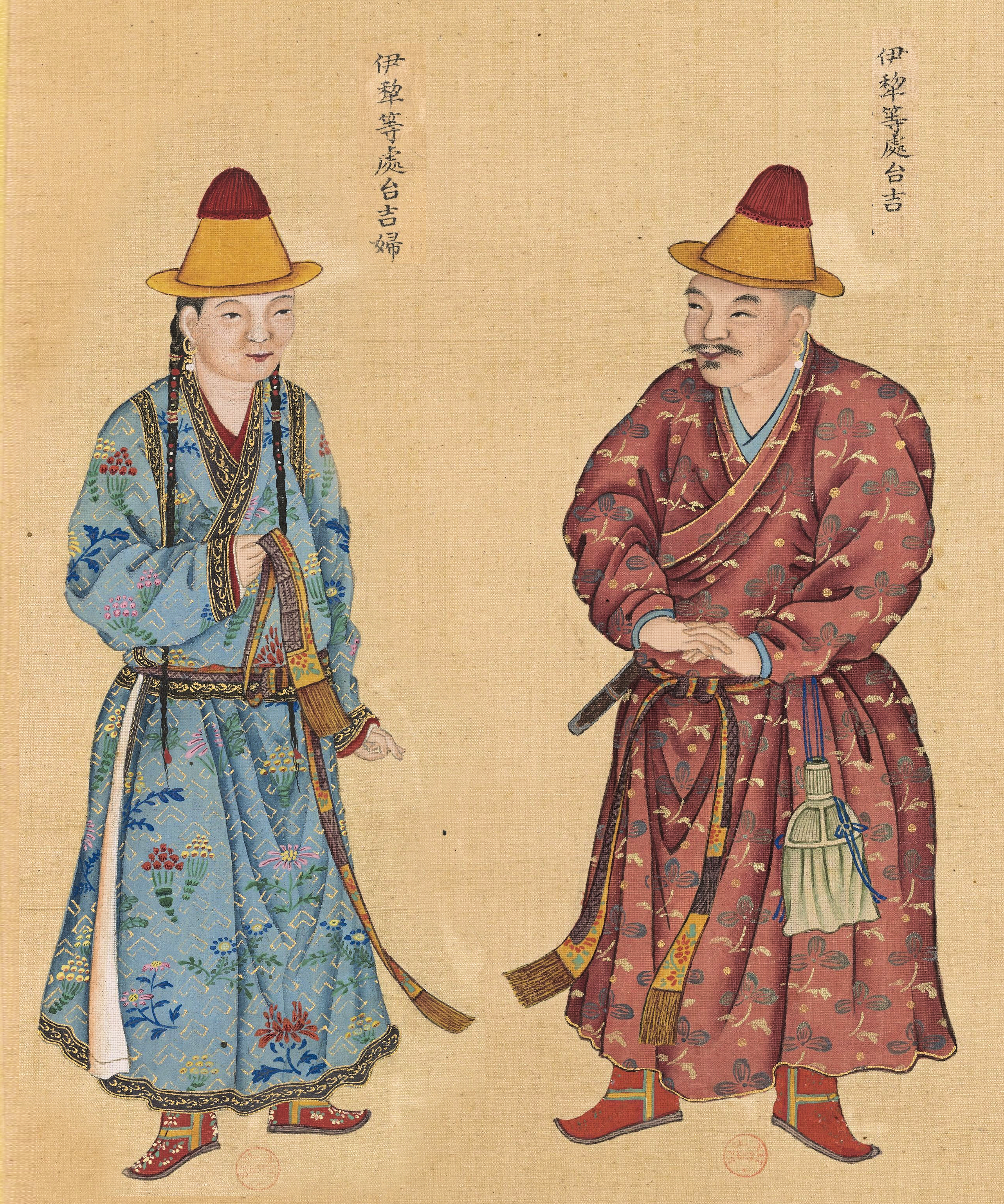
Príncipe Mongol (Taiji, 台吉) de Ili e outras regiões, e sua esposa. Huang Qing Zhigong Tu, 1769.

O imperador Qianlong rejeitou as ideias anteriores de que apenas os Han poderiam ser súditos da China e apenas as terras Han poderiam ser consideradas parte da China; em vez disso, ele redefiniu a China como multiétnica. Em 1755, ele disse: "Existe uma visão da China (zhongxia), segundo a qual os povos não-Han não podem se tornar súditos da China e suas terras não podem ser integradas ao território da China. Isso não representa a compreensão da nossa dinastia sobre a China, mas é, em vez disso, o das anteriores dinastias Han, Tang, Song e Ming." 
O imperador Manchu Qianlong rejeitou as opiniões dos oficiais Han que diziam que Sinquião não fazia parte da China e que ele não deveria conquistá-la, apresentando a opinião de que a China era multiétnica e não se referia apenas aos Han.  A migração Han para Sinquião foi permitida pelo imperador Manchu Qianlong, que também deu nomes chineses às cidades para substituir seus nomes mongóis, instituindo concursos para o serviço público na área. Ele implementou os condados e prefeituras do sistema administrativo de estilo chinês e promoveu a migração Han para Sinquião para solidificar o controle Qing. 
Uma proposta foi escrita no Diário Imperial das Regiões Ocidentais (Xiyu tuzhi) para usar escolas financiadas pelo Estado para promover o confucionismo entre os muçulmanos em Sinquião, por Fuheng e sua equipe de oficiais Manchu e pelo Imperador Qianlong.  Nomes confucionistas foram dados a vilas e cidades em Sinquião pelo imperador, como "Dihua" para Ürümqi em 1760, e Changji, Fengqing, Fukang, Huifu e Suilai para outras cidades em Sinquião. 
O imperador Qing Qianlong comparou suas realizações com as aventuras Han e Tang na Ásia Central. A conquista de Sinquião por Qianlong foi impulsionada por sua atenção aos exemplos dados pelos Han e Tang. Estudiosos Qing que escreveram o dicionário geográfico oficial Imperial Qing para Sinquião fizeram referências frequentes aos nomes da região das eras Han e Tang. O conquistador Qing de Sinquião, Zhao Hui, é classificado por suas realizações com o general Gao Xianzhi da dinastia Tang e os generais Ban Chao e Li Guangli da dinastia Han.
Ambos os aspectos dos modelos Han e Tang para governar Sinquião foram adotados pelos Qing. O sistema Qing também se assemelhava superficialmente ao de potências nómadas como o Caraquitai (Liao Ocidental), mas na realidade o sistema Qing era diferente daquele dos nómadas, tanto em termos de território conquistado geograficamente como no seu sistema administrativo centralizado, assemelhando-se a um estilo ocidental de sistema de governo (europeu e russo). Os Qing retrataram a conquista de Sinquião em obras oficiais como uma continuação e restauração das conquistas Han e Tang na região.
Os Qing justificaram a sua conquista alegando que as fronteiras das eras Han e Tang estavam sendo restauradas, e identificando a grandeza e autoridade dos Han e Tang com os Qing. Os escritores manchus e mongóis Qing que escreveram sobre Sinquião o fizeram na língua chinesa, de um ponto de vista culturalmente chinês. Histórias das eras Han e Tang sobre Sinquião foram contadas e antigos nomes de lugares chineses foram reutilizados e divulgados. Os registros e relatos das eras Han e Tang sobre Sinquião foram os únicos escritos sobre a região disponíveis para os chineses da era Qing no século 18 e tiveram que ser substituídos por relatos atualizados dos literatos.